# Legión Británica
Las legiones británicas fueron unidades militares mercenarias de los ejércitos de la tercera república de Venezuela y de la desaparecida Gran Colombia que combatieron en las guerras de independencia en Hispanoamérica y que estaban constituidas por mercenarios veteranos de las guerras napoleónicas y aventureros, entre los que había gente impulsada por la dislocación económica o en búsqueda de nuevas carreras y/o fortunas, un tercio de  la cual tenía experiencia militar. La legión británica se componía de gente que en promedio tenía 28 años de edad, desocupada, originaria de las islas británicas principalmente aunque también de otros lugares de Europa o de las Indias Occidentales.

## Historia
Centenares de soldados y oficiales mercenarios de Inglaterra, Escocia e Irlanda se unieron a las fuerzas insurgentes y contribuyeron enormemente a la causa republicana. La desmovilización de la armada y del ejército con el fin de las guerras napoleónicas lanzó a miles de hombres al ya saturado mercado de trabajo. Ante la secuela inevitable de toda guerra, intranquilidad social, desempleo, y las dificultades de adaptación a las nuevas circunstancias, Hispanoamérica se presentó como la posibilidad de empleo inmediato en sus milicias, y la necesidad de procurarse armas y elementos para la prosecución de la lucha contra la dominación española, llevó a los patriotas al empeño de buscarlas en Europa. También era deseable el contingente humano, sobre todo el de oficiales con experiencia en el adiestramiento de las tropas y para el objetivo de una regularización de las acciones de guerra. Por ser entonces Inglaterra dueña de los mares y por poseer gran preponderancia política, los jefes patriotas consideraron que su ayuda sería un factor decisivo para el éxito de la empresa de la liberación.
Desde el año 1817, y en los cinco años siguientes, el número de contrataciones y enganches en los puertos de Inglaterra exceden de los seis mil hombres, sin embargo desde las 53 naves que formaron sus expediciones se afirma que combatieron unos cinco mil trescientos soldados. Muchos de ellos eran veteranos del Reino Unido, incluyendo a Irlanda,  también se contaba con algunos veteranos alemanes al servicio de Inglaterra. El principal delegado para efectuar el reclutamiento de los voluntarios en Londres fue el venezolano Luis López Méndez. La mayor parte de ellos habían participado en las guerras napoleónicas o la guerra británico-estadounidense de 1812. Los voluntarios en la Legión Británica estaban motivados por una combinación tanto de ideales políticos y del beneficio de mercenarios, en gran mayoría. Bolívar por su parte esperaba elevar la moral de las tropas patriotas e incorporar más profesionalidad militar en sus soldados.
Las Legiones Británicas estuvieron compuestas por la 1.ª Legión Británica, la 2.ª Legión Británica y la Legión Irlandesa. Formaron los batallones de infantería Albión, Carabobo y Rifles, regimientos de caballería como los Húsares, aunque sus miembros también combatieron encuadrados en otras unidades americanas. Las unidades de voluntarios extranjeros usaron sus propias enseñas, como la Union Jack para los ingleses, o en el caso de la Legión irlandesa una bandera verde con el clàrsach, símbolo de Irlanda.
Las Legiones Británicas formaron una parte importante del ejército de Bolívar, quien las acreditó en la batalla de Boyacá proclamando "Esos soldados liberadores son los hombres que merecen estos laureles", y en la batalla de Carabobo donde los describió como "Los Salvadores de mi Nación". Sin embargo, a pesar de que algunos historiadores dicen que ellos fueron posteriormente casi olvidados por los países en los que lucharon; hay muchas demostraciones de que esto es un error ya que inclusive hay batallones en los ejércitos suramericanos que llevan sus nombres.
Fuerzas de las expediciones británicas que zarparon de Londres desde fines de 1817 a 1819 y llegaron a las costas de Venezuela:
| Expedición al mando de: | Número de soldados británicos |
| ----------------------- | ----------------------------- |
| Coronel Hippisley       | 720                           |
| Coronel English         | 1.200                         |
| Coronel Elson           | 572                           |
| General D’Evereux       | 1.729                         |
| General Mac Gregor      | 600                           |
| Coronel Meceroni        | 300                           |
| Coronel Ferms           | 250                           |
| Coronel Rooke           | 200                           |
| Otros                   | 387                           |
| Total                   | 5.958                         |

## Campaña Libertadora de Nueva Granada

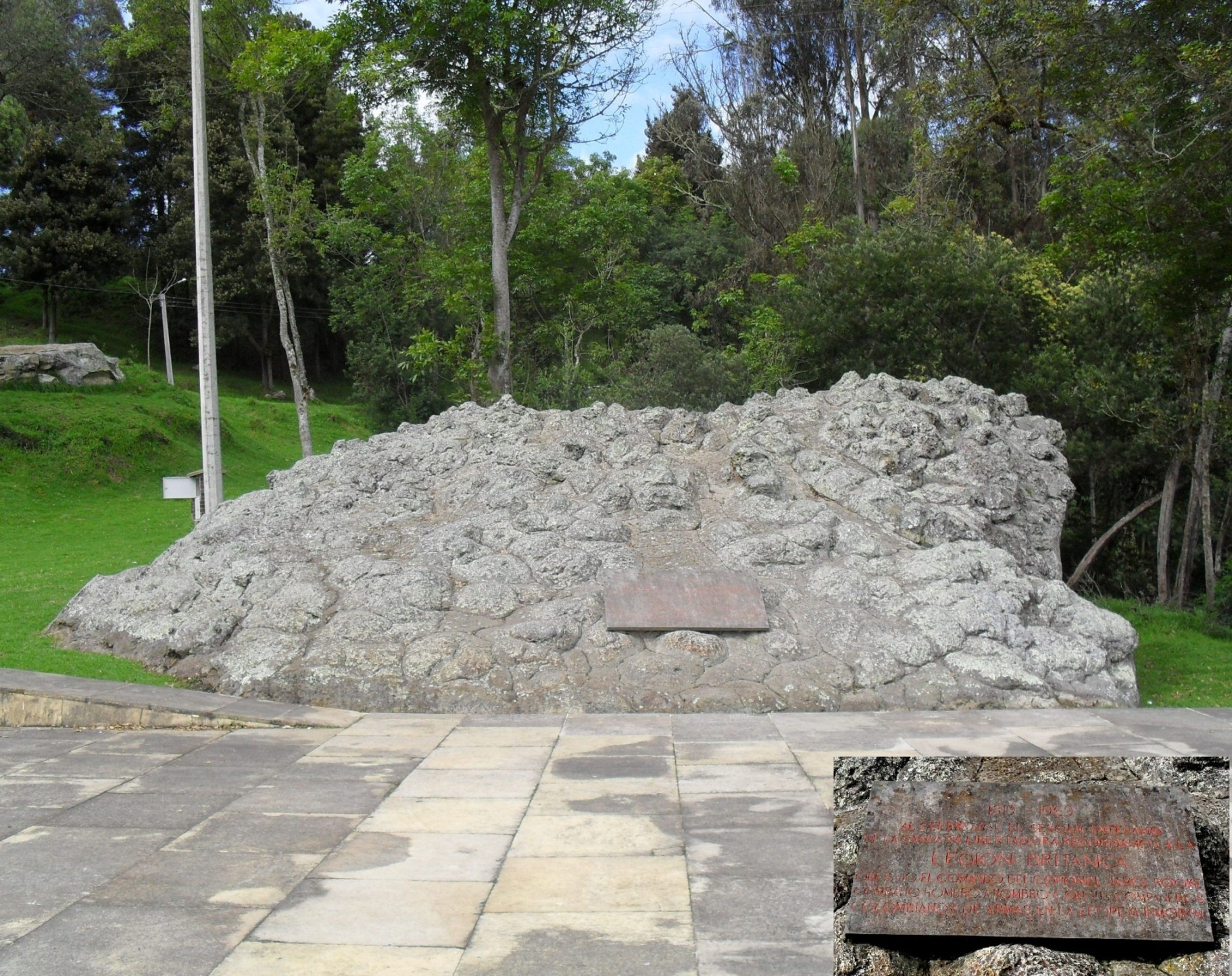
Monumento en honor a la Legión Británica en el puente de Boyacá

En Angostura Simón Bolívar incluyó la Legión Británica en la fuerza que debía acompañarlo durante Campaña Libertadora de Nueva Granada. El 
coronel James Rooke estuvo al mando de 160 o 200 hombres, quienes lucharon por la Independencia de Colombia.
Después de la Batalla del Pantano de Vargas  el coronel Manuel Manrique, Jefe de Estado Mayor, dijo: «Todos los cuerpos del ejército se han distinguido, pero merecen una mención particular, (…) las Compañías Británicas. A las que su Excelencia el Presidente de la República, les ha concedido la “Estrella de los Libertadores”, en premio de su constancia y de su valor».
El coronel James Rooke fue herido por una bala en el brazo izquierdo. Éste tuvo que ser amputado y cuando se lo desprendieron, lo alzó con su mano derecha y gritó en castellano: «Viva la Patria!», El cirujano le preguntó en inglés: «¿Cuál Patria?, ¿Irlanda o Inglaterra?», Rooke meneó negativamente la cabeza y contestó: «La que me ha de dar sepultura». El Coronel Rooke murió días después de la amputación. La viuda del coronel Rooke, Anna Rooke, por orden del Libertador disfrutó de una pensión vitalicia y recibió una suma de dinero como indemnización.